# История почты и почтовых марок Бухарской народной советской республики
История почты и почтовых марок Бухарской народной советской республики включает период с 1920 по 1924 год, когда в Бухарской народной советской республике (БНСР) существовала собственная почтовая служба, для нужд которой выпускались специальные почтовые марки.

## Развитие почты. Краткая историческая справка
БНСР была образована 8 октября 1920 года на территории Бухарского эмирата после народного восстания 2 сентября 1920 года, свергнувшего с помощью Красной Армии власть эмира.
В связи с отсутствием в ряде вилайетов (районов) постоянных почтовых учреждений правительством республики была организована конно-почтовая связь.
Пятый Всебухарский курултай Советов 19 сентября 1924 года принял решение о преобразовании БНСР в Бухарскую Советскую Социалистическую Республику, которая позднее, 27 октября 1924 года, в результате национально-административного размежевания советских республик Средней Азии была ликвидирована и территориально вошла в состав вновь образованных Узбекской ССР, Таджикской АССР в составе Узбекской ССР (с 1929 — Таджикская ССР) и Туркменской ССР.

## Выпуски почтовых марок
С 1923 по февраль 1925 года как почтовые марки городской почты Бухары применялись местные государственные (фискальные) марки четырёх выпусков.

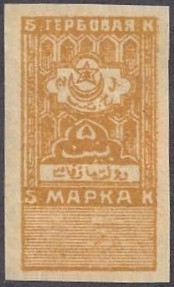
Гербовая марка БНСР 1923 года. Использовалась в Бухаре как марка городской почты
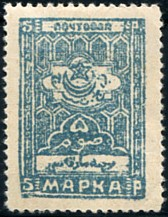
Почтовая марка БНСР, 5 рублей (1924)

В августе-сентябре 1924 года для конно-почтовой связи между вилайетами БНСР были эмитированы почтовые марки трёх номиналов — 1 рубль (на белой бумаге, с изображением минарета Калян), 3 рубля (на сероватой бумаге, с изображением медресе Мири Араб)[≡] и 5 рублей (на сероватой бумаге, с орнаментом). Марки печатались в Бухаре литографской печатью и были выпущены с зубцами (перфорация линейная 11½), с клеем или без клея. Согласно установленным правилам, почтовые марки БНСР могли использоваться только внутри республики.
Почтовые марки БНСР номиналом в 10, 15, 25, 50 и 75 рублей, сведения о которых приводятся в каталоге под редакцией Ф. Г. Чучина, были только запланированы к изданию, но не поступили в обращение.